# فردریک فریک
فردریک فریک (انگلیسی: Frederick Freake; ۷ مارس ۱۸۷۶ – ۲۲ دسامبر ۱۹۵۰) چوگان‌باز اهل بریتانیا بود.